# أرمدلو السفلي (ورغاهان)
أرمدلو السفلی (بالفارسية: آرمدلو سفلی) هي منطقة سكنية تقع في إيران في قسم ورغاهان الریفي. يقدر عدد سكانها بـ 22 نسمة .